# Foghorn
Foghorn – singel zespołu A wydany w 1997, promujący płytę How Ace Are Buildings.

## Lista utworów
1. "Foghorn" – 3:07
2. "Last Girl" – 4:24
3. "A Demolished House" – 5:22